# Pijnacker Zuid (metrostation)
Pijnacker Zuid is een Nederlands metrostation aan de metrolijn E van RandstadRail en de Rotterdamse metro. Het station ligt in Pijnacker, centraal in Pijnacker Zuid.
De metrohalte ligt centraal in de Vinex-locatie Pijnacker Zuid, ten zuiden van de wijk Klapwijk en is op 10 september 2006 in gebruik genomen. Aan weerszijden van de metrolijn bevinden zich de nieuwe wijken Tolhek en Keijzershof, waar in totaal ongeveer 4000 woningen zijn gerealiseerd.
Ten noorden van het station werd in 2021 een keervoorziening aangelegd. Deze is bedoeld voor enkele spitsritten van metrolijn D. Daarvoor werd er in Pijnacker Zuid zelf gekeerd. Die vertrokken terug naar Rotterdam vanaf het perron richting Den Haag.
Bij de bushalte nabij de Hofpleintunnel, onder de halte, stoppen streekbus 174 en buurtbus 284 (alleen doordeweeks overdag).
| Lijn | Route                           | Via                                                                                    | Vervoerder |
| ---- | ------------------------------- | -------------------------------------------------------------------------------------- | ---------- |
| 174  | Rotterdam-Noord - Station Delft | Hillegersberg, Bergschenhoek, Berkel en Rodenrijs, Pijnacker, TU Delft, TNO, Zuidpoort | RET        |
| 284  | Delfgauw - Den Haag Ypenburg    | Oude Leede, Pijnacker Zuid, Pijnacker Centrum, Gemeentekantoor, Nootdorp               | EBS        |

## Afbeeldingen

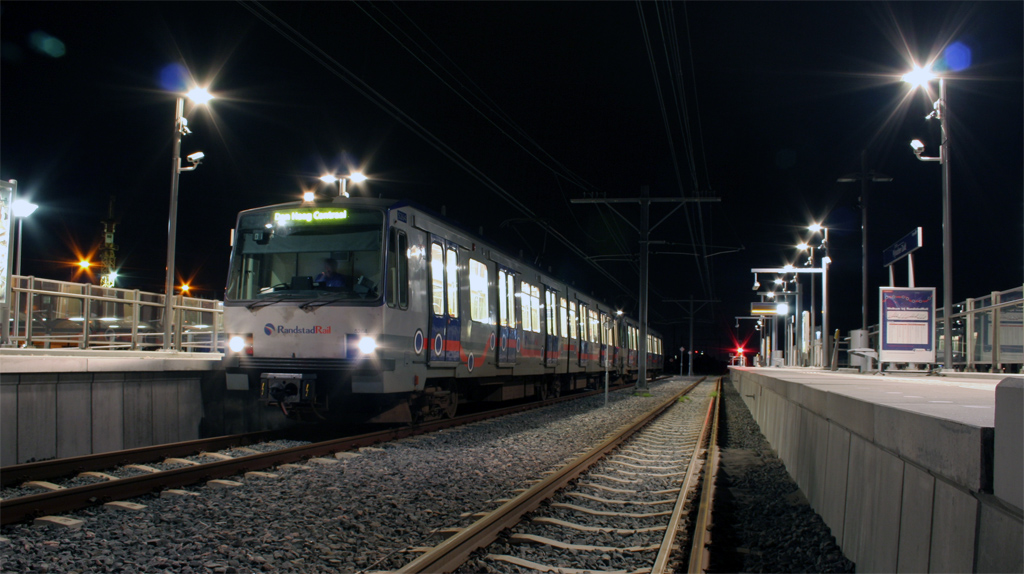
's avonds
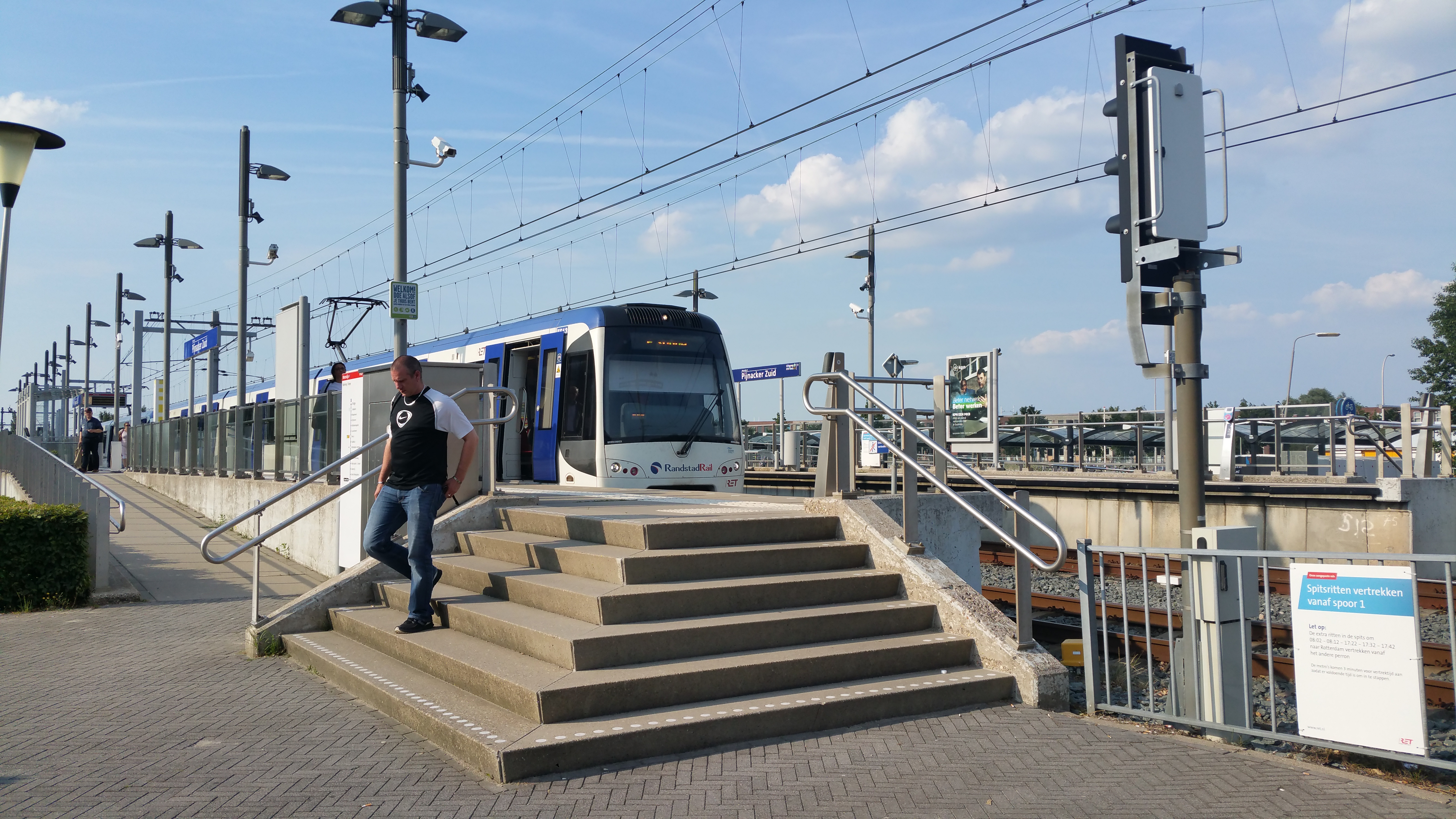
Juni 2019

Den Haag Centraal  · Laan van NOI  · Voorburg 't Loo · Leidschendam-Voorburg · Forepark · Leidschenveen · Nootdorp · Pijnacker Centrum · Pijnacker Zuid · Berkel Westpolder · Rodenrijs · Meijersplein/Airport · Melanchthonweg · Blijdorp · Rotterdam Centraal  · Stadhuis · Beurs · Leuvehaven · Wilhelminaplein · Rijnhaven · Maashaven · Zuidplein · Slinge